# Cimetière militaire britannique de Bouilly
Le cimetière militaire Bouilly Cross Roads Military Cemetery se trouve à  Bouilly (Marne) et accueille des soldats tombés lors de la Première Guerre mondiale. Le cimetière est entretenu par la Commonwealth War Graves Commission.

## Photos

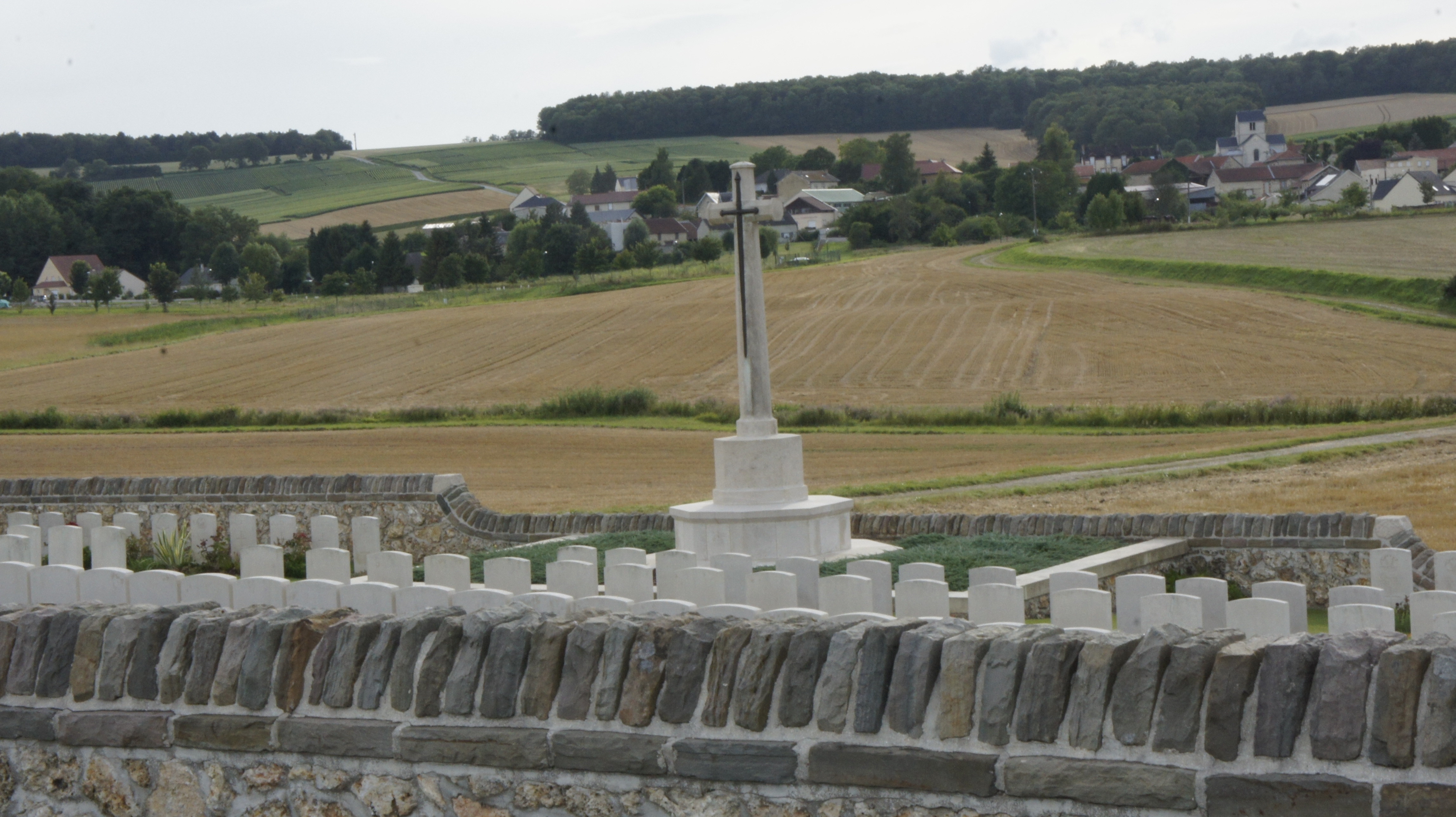
Le cimetière et en arrière-plan le village.